# ゼミオ・スルタン国
ゼミオ・スルタン国またはゼミオは中央アフリカにあったスルタン国で、伝承によるとザンデ人の氏族、ヌンガが建国した。 スルタン国はムボム川沿いにあり、川の両岸を支配した。
1894年、ゼミオのスルタンはベルギー王レオポルド二世と保護条約を締結した。1894年12月11日から1909年4月12日まで、ゼミオ地域はスルタン国バンガスー・スルタン国、ラファイ・スルタン国と同様、レオポルドの私有植民地であるコンゴ自由国の保護国であった。このため、スルタンの宮廷はムボム川の北岸から南岸に移された。
1909年、ゼミオはウバンギ・シャリ地域の総督であるエミール・メルワルトと合意によって、フランスの植民地中コンゴに併合された。宮廷は元々あった北岸に戻された。現在、旧ゼミオ領のうち、ムボム川以北は中央アフリカ共和国のムボム州に属し、南岸はコンゴ民主共和国領となった。